# Miroslav Vítek
Miroslav Vítek (ur. 30 marca 1909 w Ivančicach, zm. 30 marca 1976 w Znojmie) – czeski lekkoatleta.
Od 1931 roku był członkiem kadry narodowej Czechosłowacji. Jesienią tegoż roku, jako drugi reprezentant tego kraju po Františku Doudzie, przekroczył wynik 15 metrów w pchnięciu kulą. W 1936 roku wystartował na igrzyskach olimpijskich w pchnięciu kulą i rzucie dyskiem, jednak w żadnej z tych konkurencji nie zakwalifikował się do finału.
Dwukrotny mistrz Czechosłowacji w rzucie dyskiem (1932 i 1935), ośmiokrotny reprezentant Czechosłowacji w meczach międzypaństwowych (1933–1936). Na początku kariery reprezentował Slovana i Sokol Ivančice, w latach 1933–1938 był zawodnikiem Sokola Znojmo, w latach 1939–1940 reprezentował Sokol Brno, w latach 1941–1944 był zawodnikiem SK Moravská Slavia, a od 1945 roku ponownie reprezentował Sokola Znojmo. Po zakończeniu kariery był sędzią, trenerem oraz organizatorem wydarzeń sportowych, a także nauczycielem.